# Adygeiska

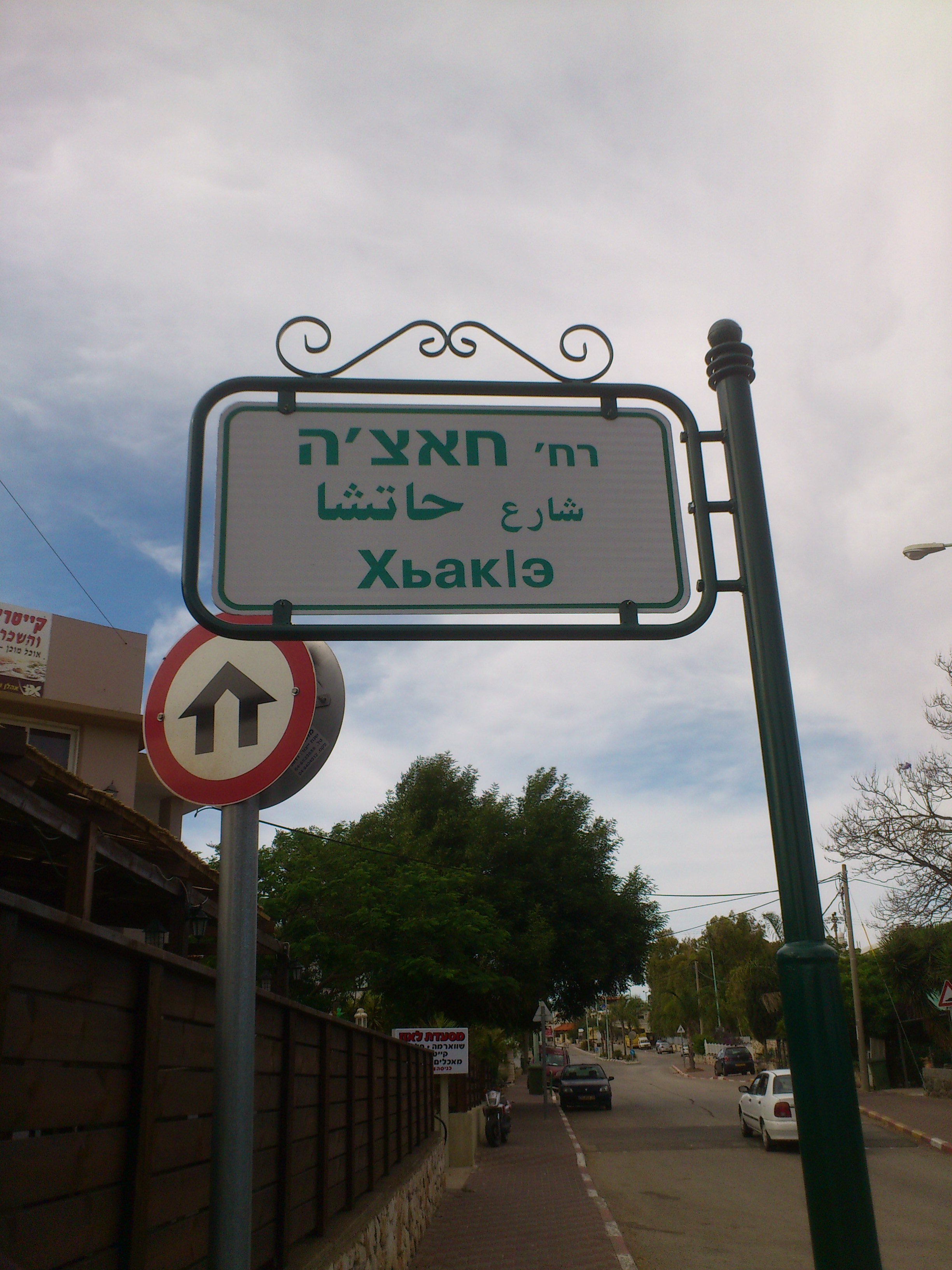
En trespråkig gatuskylt i Kfar-Kama.

Adygeiska (Адыгэ, Adyge) är ett nordvästkaukasiskt språk som talas av totalt omkring 300 000 personer mestadels i Adygeiska republiken i Ryska federationen, där det tillsammans med ryska åtnjuter officiell status. Större adygeisktalande grupperingar finns även i Turkiet, Syrien, och Jordanien. Adygeiskans närmaste släkting är kabardinskan. Dessa två språk utgör tillsammans de tjerkessiska språken. Språket anses vara hotat..
Sedan 1938 skrivs adygeiska med det kyrilliska alfabetet. Innan dess användes ett arabisk-baserat alfabet (1918-1927) och det latinska alfabetet (fram till 1938).
Adygeiska är ett SOV-språk.

## Fonologi
Den adygeiska fonologin karakteriseras av ett stort antal konsonanter, varav de flesta frikativor. Även många ejektivor förekommer.

### Konsonanter
|             |             | Labial | Labial | Alveolar | Alveolar   | Alveolar | Postalveolar | Postalveolar | Alveolopalatal | Retroflex | Velar  | Velar    | Uvular | Uvular   | Faryngal | Glottal | Glottal |
| ----------- | ----------- | ------ | ------ | -------- | ---------- | -------- | ------------ | ------------ | -------------- | --------- | ------ | -------- | ------ | -------- | -------- | ------- | ------- |
| Norm.       | Lab.        | Norm.  | Lab.   | Lateral  | Norm.      | Lab.     | Norm.        | Lab.         | Alveolopalatal | Retroflex | Norm.  | Lab.     | Norm.  | Lab.     | Faryngal |         |         |
| Nasal       | Nasal       | m      |        | n        |            |          |              |              |                |           |        |          |        |          |          |         |         |
| Klusil      | Norm.       | p \| b |        | t \| d   |            |          |              |              |                |           | k \| g | kʷ \| gʷ | q      | qʷ       |          | ʔ       | ʔʷ      |
| Klusil      | Ejekt.      | p'     | pʷ'    | t'       | tʷ'        |          |              |              |                |           | k'     | kʷ'      |        |          |          |         |         |
| Affrikat    | Norm.       |        |        | ts \| dz | tsʷ \| dzʷ |          | ʧ \| ʤ       |              |                | tʂ        |        |          |        |          |          |         |         |
| Affrikat    | Ejekt.      |        |        | ts'      |            |          | ʧʷ           |              |                | tʂ'       |        |          |        |          |          |         |         |
| Frikativ    | Norm.       | f \| v |        | s \| z   |            | ɬ \| ɮ   | ʃ \| ʒ       | ʃʷ \| ʒʷ     | ɕ \| ʑ         | ʂ \| ʐ    | x \| ɣ |          | χ \| ʁ | χʷ \| ʁʷ | ħ        |         |         |
| Frikativ    | Ejekt.      |        |        |          |            | ɬ'       | ʃ'           | ʃʷ'          |                |           |        |          |        |          |          |         |         |
| Tremulant   | Tremulant   |        |        | r        |            |          |              |              |                |           |        |          |        |          |          |         |         |
| Approximant | Approximant |        |        |          |            |          |              |              | j              |           |        | w        |        |          |          |         |         |

Källa:

### Vokaler
|              | Främre | Central | Bakre |
| ------------ | ------ | ------- | ----- |
| Sluten       | i      |         | u     |
| Mellansluten | e      | ə       | o     |
| Öppen        |        | a, aː   |       |

Källa: